# Aufgabenfeld
Ein Aufgabenfeld ist eine Gruppe verwandter Unterrichtsfächer in der gymnasialen Oberstufe. Dabei werden das sprachlich-literarisch-künstlerische, das gesellschaftswissenschaftliche sowie das mathematisch-naturwissenschaftlich-technische Aufgabenfeld unterschieden. Die Einteilung geht zurück auf die Reform der gymnasialen Oberstufe von 1972 und bildet eine Grundlage für die Belegungs- und Einbringungsverpflichtungen von Kursen für die Erlangung des Abiturs.

## Geschichte

### Entstehung
Die Neugestaltung der gymnasialen Oberstufe, die die Kultusministerkonferenz (KMK) am 7. Juli 1972 in Bonn beschlossen hat, stellte eine umfassende Strukturreform dar. Dieser Bonner Vereinbarung gingen eine jahrelange, intensive Vorbereitung und harte Kontroversen voraus. Ein wesentliches Element der Reform war die Stärkung der Selbstverantwortung der Schülerinnen und Schüler, die durch Wahlmöglichkeiten von Fächerschwerpunkten zum Ausdruck kommen sollte, die es bisher nicht gab. Dies hatte auch die Auflösung des Unterrichts im Klassenverband zur Folge. Weil sowohl ein Entscheidungsspielraum eröffnet als auch die Allgemeinbildung weiter gewährleistet werden sollte, mussten Wahl- und Pflichtbereiche der zu belegenden Fächer bestimmt werden. Dazu ordnete man die Unterrichtsfächer „nach dem Prinzip der Affinität“ (KMK 1978) in drei Aufgabenfelder. Anhaltspunkte für die ‚Verwandtschaft‘ von Schulfächern waren dabei ihre wissenschaftstheoretischen und fachdidaktischen Ähnlichkeiten. Die Einteilung geht im Wesentlichen auf die Kriterien der Hochschulreife der Westdeutschen Rektorenkonferenz (WRK) von 1969 zurück. Diese dienten jedoch lediglich zur Gliederung der Pflichtfächer. Erst 1972 wurde ein Aufgabenfeld als ein „Spektrum von Fächern“ verstanden, aus dem nach bestimmten Vorgaben ausgewählt werden konnte.

### Ziel
Weil die Unterrichtsfächer zu etwa gleichen Teilen aus allen drei Aufgabenfeldern zu belegen sind, gibt es im Grunde einen für alle geltenden Pflichtbereich von Fächern, die sich bestimmten Bezugswissenschaften zuordnen lassen. Heinrich Roth sah die Aufgabenfelder in den drei großen Wissenschaftsbereichen Geisteswissenschaften, Sozial- und Gesellschaftswissenschaften und Naturwissenschaften vorgeprägt. Er war der Auffassung, diese Wissenschaften müssten in allen Schulen repräsentiert sein, weil „unser gesellschaftliches, kulturelles und politisches Leben von allen Wissenschaften und Künsten abhängt“ (Roth 1968). Die KMK begründete 1972 die Anlage der Aufgabenfelder mit dem Ziel, sie sollen „die Orientierung sichern, die für das Zurechtfinden und das gegenseitige Verständnis in einer komplizierten und interdependenten Gesellschaft unerläßlich ist“. Die Aufgabenfelder sollten also gewissermaßen ein Abbild der Lebens- und Wissensbereiche sein und dazu beitragen, sich in einer komplexer werdenden Welt zurechtzufinden.

### Vorläufer
Als führender Theoretiker der Diskussion um die Ausgestaltung der Oberstufe der fünfziger und sechziger Jahre des 20. Jahrhunderts vertrat Wilhelm Flitner die Position, die gymnasiale Bildung solle universell, einheitlich und ganzheitlich sein. Damit war er ein Verfechter eines möglichst großen Pflichtbereichs zu belegender Fächer. Sein Konzept von der „zyklischen Bildung“ (1959) ähnelt jedoch den späteren Aufgabenfeldern, indem er Sachgebiete der europäischen Geistesgeschichte als die „vier Ursprungsfelder moderner Humanität“ definierte, die durch die verschiedenen Unterrichtsfächer zu vermitteln seien:
1. die griechische Philosophie und Wissenschaft
2. das prophetisch-apostolische Glaubens- und Lebensverständnis
3. moderne Naturwissenschaften und Technik
4. die bestehende Staats- und Rechtsordnung

In seiner Gliederung waren Mathematik und Sprache „Symbolsysteme“, die aller Vermittlung zugrunde lägen und daher gesonderte Bereiche darstellten. Flitner hatte einen großen Einfluss auf den Tutzinger Maturitätskatalog von 1958 und prägte später die Diskussionen im Schulausschuss der Westdeutschen Rektorenkonferenz (WRK). Er nannte die Symbolsysteme und Sachgebiete „Initiationen“, weil jeder Abiturient in alle vier Bereiche eingeführt werden sollte. Flitner begründete sein Konzept der „zyklischen Bildung“ damit, dass die Aneignung in diesen Wissensbereichen „unerläßlich ist für jeden, der verstehen will, was in unserer geistigen und moralischen gesellschaftlichen Welt vorgeht“ und formulierte so eine Zielsetzung, die der Funktion der Aufgabenfelder stark ähnelte, wie sie zehn Jahre später beschrieben wurde.

### Kritik
Uneinigkeit bestand darin, ob die Aufgabenfelder zwangsläufig einen vorläufigen Charakter hatten, weil eine Einteilung stets auch anders denkbar sei (Hans Scheuerl), oder ob sie gleichsam „anthropologische Konstanten“ und in sich schlüssige „didaktische Systeme“ darstellten (Wolfram Flössner). Dies zeigte auch die Diskussion im Schulausschuss der Westdeutschen Rektorenkonferenz, die mit ihren Kriterien der Hochschulreife die Einteilung in Aufgabenfelder vorbereitet hatte: Hier wurde auf Anregung Wilhelm Flitners erörtert, Sprache und Mathematik als „Instrumentarium und Medium“ allen anderen Fächern vorzuordnen und sie 
„als erstes Aufgabenfeld [zu] benennen, um dann die inhaltlichen Bereiche des Literarisch-Künstlerischen, des Gesellschaftlich-Humanen und des Naturwissenschaftlichen, eventuell noch eigens und längs durch diese Einteilungen hindurch den Gesichtspunkt des Geschichtlichen folgen zu lassen.“ 
Um die Einteilung jedoch einfach und übersichtlich zu halten, entschied sich der Schulausschuss für eine Untergliederung in nur drei Bereiche, der die Bonner Vereinbarung 1972 folgte. Kritik gab es von der Berufs- und Wirtschaftspädagogik, weil Fächer der beruflichen Bildung in den Überlegungen keine Rolle spielten, obwohl neue Schulformen mit beruflicher Ausrichtung in der Entstehung begriffen waren: „Die drei Aufgabenfelder des Pflichtbereichs sind curricular-empirisch nicht abgesichert, sie sind spekulativer Ausdruck bildungspolitischer Macht und Weltauffassung.“ (Erich Dauenhauer)

### Sonderfall Erdkunde
Das Fach Erdkunde zeigt, dass sich die Zuordnung zu einem Aufgabenfeld ändern kann. Die Saarbrücker Rahmenvereinbarung von 1960 zählte Erdkunde zu den Naturwissenschaften. Seit der Bonner Vereinbarung von 1972 gehört das Unterrichtsfach jedoch dem gesellschaftswissenschaftlichen Aufgabenfeld an. Karlheinz Fingerle führt dies auf den „Wandel des didaktischen Selbstverständnisses der Fachvertreter des Faches“ zurück. Die Bezugswissenschaft Geographie gliedert sich in die naturwissenschaftliche Physische Geographie und die gesellschaftswissenschaftliche Humangeographie und entzieht sich einer eindeutigen Zuordnung zu einem der drei großen Wissenschaftsbereiche. Geographische Fachverbände setzen sich unter Federführung des Hochschulverbands für Geographiedidaktik seit 2019 in ihrer „Roadmap 2030“ dafür ein, einen naturwissenschaftlichen geographischen Bildungsplan für die Sekundarstufe II zu entwickeln, der es ermöglichen soll, das Fach Erdkunde auch dem naturwissenschaftlichen Aufgabenfeld zuzuordnen.

## Vereinbarung auf Bundesebene
Die Tabelle zeigt die für alle Bundesländer geltende Vereinbarung der KMK zu den Aufgabenfeldern. Insbesondere im gesellschaftswissenschaftlichen Aufgabenfeld wird deutlich, dass es sich dabei lediglich um einen Rahmen handelt, der von den einzelnen  Bundesländern auszugestalten ist.
Nach: Vereinbarung zur Gestaltung der gymnasialen Oberstufe und der Abiturprüfung gemäß Beschluss der Kultusministerkonferenz vom 7. Juli 1972 i. d. F. vom 15. Februar 2018
| Aufgabenfeld | sprachlich-literarisch-künstlerisch                                                | gesellschaftswissenschaftlich | mathematisch-naturwissenschaftlich-technisch                                                                         | Zuordnung je nach Bestimmungen der Länder | ohne Zuordnung |
| ------------ | ---------------------------------------------------------------------------------- | --- | --- | ----------------------------------------- | -------------- |
| Fächer       | Deutsch Fremdsprachen Kunst Musik ggf. weitere Fächer des künstlerischen Spektrums | Fächer mit historischen, politischen, sozialen, geographischen, wirtschaftlichen, rechtlichen und auch philosophischen, ethischen oder religiösen Fragestellungen | Mathematik Biologie Chemie Physik Informatik technische Fächer ggf. weitere Fächer nach länderspezifischem Zuschnitt | Religionslehre                            | Sport          |

## Verordnungen auf Länderebene
Die Aufgabenfelder werden von jedem Bundesland durch eine Verordnung definiert. Dabei unterscheiden sich die Bestimmungen in ihrem Umfang voneinander. Die für Niedersachsen geltende Festlegung veranschaulicht exemplarisch diese Tabelle.
Nach: Verordnung über die gymnasiale Oberstufe des Landes Niedersachsen vom 17. Februar 2005, zuletzt geändert am 25. Januar 2022
| Aufgabenfeld                                     | sprachlich-literarisch-künstlerisch                                                                  | gesellschaftswissenschaftlich                                    | mathematisch-naturwissenschaftlich-technisch | ohne Zuordnung    |
| ------------------------------------------------ | --- | ---------------------------------------------------------------- | -------------------------------------------- | ----------------- |
| Fächer                                           | Deutsch Englisch Französisch Latein Griechisch weitere Fremdsprachen Kunst Musik Darstellendes Spiel | Politik-Wirtschaft Geschichte Erdkunde Religion Werte und Normen | Mathematik Physik Chemie Biologie            | Seminarfach Sport |
| Sofern an der Schule als Prüfungsfach eingeführt | | Rechtskunde Philosophie Pädagogik Psychologie Wirtschaftslehre   | Informatik Ernährungslehre mit Chemie        |                   |

Dass eine Regelung erheblich kürzer ausfallen kann, zeigt die in Sachsen geltende Verordnung.
Nach: Verordnung des Sächsischen Staatsministeriums für Kultus über allgemeinbildende Gymnasien und die Abiturprüfung im Freistaat Sachsen vom 27. Juni 2012
| Aufgabenfeld | sprachlich-literarisch-künstlerisch | gesellschaftswissenschaftlich                                           | mathematisch-naturwissenschaftlich-technisch | ohne Zuordnung      |
| ------------ | ----------------------------------- | ----------------------------------------------------------------------- | -------------------------------------------- | ------------------- |
| Fächer       | Deutsch Fremdsprachen Kunst Musik   | Geschichte Geographie Gemeinschaftskunde / Rechtserziehung / Wirtschaft | Mathematik Physik Chemie Biologie Informatik | alle anderen Fächer |